# فنسنت بروستر
فنسنت بروستر (2 يناير 1940 في باربادوس - ) (بالإنجليزية: Vincent Brewster)‏ هو لاعب كريكت بريطاني. لعب مع نادي وارويكشاير للكريكيت ‏.

## وصلات خارجية
- فنسنت بروستر على موقع إي آس بي آن كريك إنفو (الإنجليزية)